# Saluang

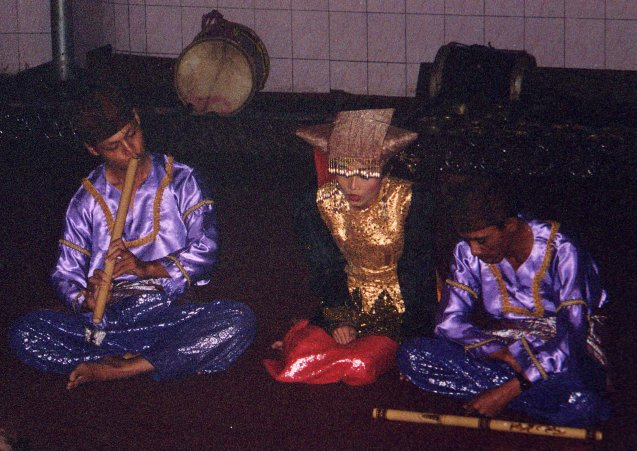
Saluang-Spieler in Bukittinggi

Saluang ist eine endgeblasene, unten offene Bambusflöte, die bei den Minangkabau im Hochland der indonesischen Provinz Westsumatra gespielt wird. Das Männern vorbehaltene Musikinstrument begleitet meist dendang genannte Volkslieder.

## Verbreitung
Die saluang gehört in eine Reihe mit mehreren, in der südostasiatischen Inselwelt verbreiteten endgeblasenen Bambusflöten, die bis zu den Philippinen allgemein suling genannt werden. Daneben gibt es lokalsprachliche Bezeichnungen wie seruling in Malaysia. In Java und Bali wird die suling im Gamelan gespielt, ebenso in der westjavanischen Kulturregion Sunda in der Orchesterbesetzung gamelan degung und in den Musikstilen tembang Sunda mit Gesang und kacapi suling ohne Gesang, beidesmal mit suling und der bootsförmigen Zither kacapi. Anfang des 20. Jahrhunderts erwähnte Curt Sachs die Signalpfeife salunding bei den Dayak auf Borneo, nicht zu verwechseln mit dem gleichnamigen balinesischen Metallophon aus Eisenplatten. In Aceh, im Norden Sumatras, heißt eine dünne Bambuslängsflöte mit sechs Grifflöchern suleng.
Im gesamten, von Minangkabau besiedelten Hochland, besonders in den zentralen Verwaltungsbezirken (kabupaten) Agam und Solok, ist Saluang-Musik populär. Es gibt mehrere Varianten der Minangkabau-Flöten mit nach Größe oder Region unterschiedlichen Namen. Die bansi dürfte zumindest dem Namen nach aus Indien oder Persien stammen und wie die Laute gambus im Mittelalter mit muslimischen Händlern eingeführt worden sein. Die bekannteste nordindische Bambusquerflöte heißt bansuri. Muslime brachten auch das Doppelrohrblattinstrument surnai mit, dessen arabischer Name bei den Minangkabau zu sarunai mutierte. Einen anderen Einfluss nicht nur auf die Flöten übten die Portugiesen aus, die ab dem 16. Jahrhundert auf Sumatra Siedlungen gründeten und europäische Musikinstrumente verbreiteten.

## Bauform
Die Form und der weiche Klang mit hohem Rauschanteil ähneln der japanischen shakuhachi. Die meisten Flöten sind 65 bis 75 Zentimeter lang mit einem Innendurchmesser von 2,5 Zentimetern; sie haben vier und in den Randbereichen des Minagkabau-Siedlungsgebiets fünf bis sechs Grifflöcher. Die Flöten werden auf einer Matte im Schneidersitz gespielt und nach einer Seite leicht schräg an die Lippen gehalten, damit die Anblasöffnung nicht ganz verschlossen wird. Alle Flöten werden mit Zirkularatmung geblasen (Minang-Sprache: manyisiahkan angok, „den Atem zur Seite nehmen“, indonesisch: menyisihkan napas, „zur Seite gehen, absondern – Atem“). Einzelne saluang sind:

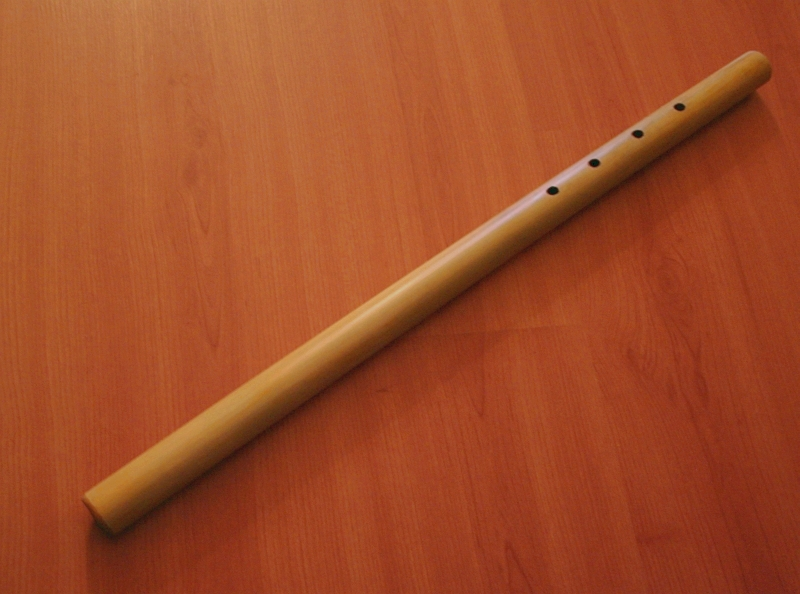
Saluang darek

Saluang darek ist die bekannteste Flöte. Darek bedeutet „Hochland“ im Unterschied zu pesisir, „Küstenregion“, ebenso „Heimatland“ im Unterschied zu rantau, „Ansiedlung in der Fremde, fremdes Land“. Der Name Darek bezeichnet folglich das engere traditionelle Siedlungsgebiet der Minangkabau, das auch als Luhak Nan Tigo bekannt ist. Die Flöte ist durchschnittlich 60 Zentimeter lang und wird mit unterschiedlichen Längen für drei Tonhöhen gefertigt. Als Material wird die zu den Bambuseae gehörende Subtribus Schizostachyum brachycladum (indonesisch: bambu talang) verwendet, die besonders viel Wasser speichert. Altes oder als Treibholz aus dem Wasser gefischtes Bambusrohr wird häufig bevorzugt. Das Instrument ist auf eine pentatonische Tonleiter gestimmt, andere Tonhöhen sind durch Griffkombinationen und halbes Abdecken der Fingerlöcher möglich. Die saluang Darek wird hauptsächlich zur Liedbegleitung der saluang jo dendang („Flöte und Gesang“) verwendet.
Die saluang Sirompak ist mit 70 bis 75 Zentimetern etwas länger, sie hat fünf Grifflöcher oben und ein Daumenloch an der Unterseite. Durch die Länge ergibt sich eine um eine Oktave niedrigere Tonlage. Zehn Töne ergeben einen Tonumfang von zwei Oktaven. Den Flötentönen wurden früher magische Kräfte (pitunang) zur Hypnose des Publikums zugeschrieben. Deswegen und obwohl mit ihnen auch Frauen hätten verführt werden können, ist die nur im Gebiet von Payakumbuh bekannte saluang Sirompak heute nur noch selten zu hören.
Ebenfalls einst als magisch betrachtet und nur um Payakumbuh nordöstlich von Bukittinggi gibt es die simpelong, auch sampelong, für traurige Instrumentalmusik oder Gesangsbegleitung. Die sampelong ist etwa 54 Zentimeter lang mit vier Fingerlöchern an der Oberseite und hat einen Durchmesser von 3,5 Zentimetern.
Die saluang Pauah ist am unteren Ende verschlossen (gedackt) und mit einem hölzernen Rohrblatt versehen. Das Instrument mit sechs Fingerlöchern ist heptatonisch gestimmt, etwas über 40 Zentimeter lang und 9,5 Zentimeter im Durchmesser. Der Tonumfang von einer Oktave reicht von e bis e1. Mit stärkerem Luftdruck sind höhere Töne spielbar. Es wird ebenfalls zur Liedbegleitung (dendang) verwendet, jedoch seltener als die saluang Darek. Es gibt nur fünf traditionelle Melodien für dieses Instrument, mit denen sich aber eine größere Zahl Geschichten vertonen lassen.
Saluang Panjang („lange Flöte“), auch saluang Sungai Pagu nach seiner Herkunft aus dem gleichnamigen Distrikt (kerajaan) im Bezirk (kabupaten) Solok Selatan. Gemäß dem Namen ist das Instrument mit 72 bis 80 Zentimetern länger als die anderen, besitzt aber nur zwei Fingerlöcher an der Oberseite und ein Loch unten. Damit lassen sich mit entsprechender Blastechnik acht Töne produzieren. Es wird fast nur für dendang Sungai Pagu genannte Lieder eingesetzt.
Die bansi ist etwas kleiner als die saluang Pauah, ansonsten ähnlich, hat wie diese ein Rohrblatt, sechs Fingerlöcher oben und ein Daumenloch unten. Sie verwendet eine diatonische (heptatonische) Skala. Ihr Ursprungsgebiet ist Kabupaten Pesisir Selatan, die Küstenregion im Südwesten von Westsumatra. Die Melodien, die mit oder ohne Gesang auf der bansi gespielt werden, sind relativ einfach, wenn es um private Unterhaltung geht. Ansonsten wird sie zusammen mit einem talempong (mehrere Buckelgongs in Doppelreihe, ähnlich einem javanischen bonang) zur Tanzbegleitung und bei Theateraufführungen wie dem Randai-Tanztheater eingesetzt. An der Küste sind die musikalischen Einflüsse aus arabischen Ländern, Indien und von den Portugiesen stärker als im Hochland.

## Spielweise
Die Minangkabau haben eine hochentwickelte Erzählkultur, in der nach strenger Beachtung der Tradition (adat) historische Geschichten und Mythen weitergegeben werden. Die Erzählungen bilden den Inhalt von Gesangsdarbietungen und Volkstheatern, die beide unterhaltend sein können oder im Rahmen einer religiösen Zeremonie stattfinden. Anlässe für Aufführungen sind Familienfeiern, Hauseinweihungszeremonien, Erntedank und islamische Feiertage. Das eigentliche Programm fängt abends an und kann bis in die frühen Morgenstunden dauern. So umfangreich die Verse auch sind, die Begleitmelodien auf der Flöte klingen recht sparsam. Die Töne pendeln meist im Bereich einer Quinte oder weniger und gelangen nur selten kurz darüber hinaus.

### Saluang jo dendang
Der saluang jo dendang-Gesangsstil ist im Hochland (darek) und bei Migranten (im rantau) beliebt. Er wird bei Familienfeiern und öffentlichen Partys aufgeführt, bei denen die Musiker auf Zuruf Stücke spielen und Geld für einen bestimmten Zweck eingesammelt wird (malam bagurau). Der Flötist beginnt mit einer langsamen Einleitung, die um wenige Töne kreist und eine getragene, melancholische Grundstimmung vorgibt. Darauf setzt ein Sänger oder eine Sängerin (badendang) mit einer Pantun-Strophe ein. Zwischen dem grundsätzlich freirhythmisch gesungenen Vortrag dieser alten, in weiten Teilen Indonesiens und Malaysias verbreiteten Gedichtform und der Flöte findet ein heterophones Zusammenspiel statt. Es können sich auch zwei oder drei Sänger beim Singen der Strophen abwechseln, sie singen jedoch fast nie zur selben Zeit. Der Vortrag endet mit einem Flötensolo. Die Texte sind traurig (sadiah), wie beim Pantun üblich, sie handeln von Liebesleid oder geben wohlmeinende Ratschläge an die Zuhörer. Das von den Minangkabau-Sängern beherrschte Repertoire umfasst über 400 Pantun-Texte, der musikalische Ablauf kann improvisiert werden.
Die Verse sind nicht an bestimmte Lieder gebunden, sie werden vom Sänger während der Vorstellung aus seinem Repertoire ausgewählt. Obwohl jeder Minang einige dieser Verse kennt, sind die Ansprüche des Publikums bei den Veranstaltungen so hoch, dass praktisch nur noch professionelle Musiker auftreten können. Viele dieser Verse gehören zur Gattung lagu asal (indonesisch, „Lied vom Ursprungsort“, auch lagu pusako, „Ahnenlied“) und sind nach der Gegend benannt, aus der sie herkommen. Der Name des Ursprungsortes wird meist in der ersten Zeile erwähnt. Die lokalen Musiktraditionen fanden Eingang in das allgemeine Minang-Kulturgut.
Die Einteilung der Saluang-Musik erfolgt nach der Gefühlsstimmung: Die größte Gruppe bilden die traurigen Lieder (ratok). Hierzu gehören auch solche, die mit dem Wort Singgalang beginnen, also aus der Umgebung des Gunung Singgalang stammen. Es soll 120 dieser Lieder geben. Sie fallen durch Pendeln der Flöte zwischen eng beieinanderliegenden Tönen auf. Die andere Stilrichtung ist metrisch und wird als gambira („Freude“) oder wenigstens setengah gambira („halb freudig“) bezeichnet. Eine weitere Klassifizierung wird nach der Fingerposition an der Flöte vorgenommen: Bei manchen Liedern, bevorzugt diejenigen der Küstenregion (pesisir), endet die instrumentale Einführung auf einem Ton, für den alle Grifflöcher geschlossen werden (entspricht etwa dem Ton C). Bei der nächsten Gruppe sind drei Grifflöcher verschlossen und nur das am weitesten entfernte offen (Ton D). Hierzu gehören die meisten traurigen Gesänge (ratok). Kompositionen, die auf E und F enden, also mit zwei bzw. einem abgedeckten Fingerloch, bilden die beiden weiteren Kategorien. Mit zwei geschlossenen Fingerlöchern enden Lieder aus der Region des Danau Maninjau. Es verbleibt die Ein-Loch-Kategorie, zu der die gesungene Poesie sijobang gezählt wird.
Malam bagurau ist eine privat organisierte Veranstaltung, um Geld für ein bestimmtes Projekt zu sammeln, für den Neubau einer Moschee oder für einen sozialen Zweck. Die Musiker werden vom Sponsor eingeladen und bezahlt, die Zuschauer spenden pro Musikwunsch und steigern sich häufig gegenseitig in die Höhe, sodass die Musiker nach wenigen Versen zum nächsten gewünschten Lied wechseln. Durch den Wettbewerb der Zuschauer kann der Preis für ein Lied von anfangs wenigen Cent in erstaunliche Höhen getrieben werden. Publikumslieblinge sind Lieder aus dem ratok- und gambira-Genre sowie einige mit etwas anzüglichen Inhalten.
Zu den mehrtägigen Hochzeitsfeiern gehört am Abend der Hauptfeier für die jüngeren Teilnehmer eine moderne Popband mit Keyboards, die bis um Mitternacht aufspielt, und für die Älteren anschließend eine mehr dem adat entsprechende Saluang-Aufführung mit einem Flötenspieler und mehreren Sängerinnen. Diese tragen mit großer Direktheit und sexuellen Anspielungen in Pantuns gekleidete Liebeslieder aus weiblicher Perspektive vor.

### Andere Musikstile

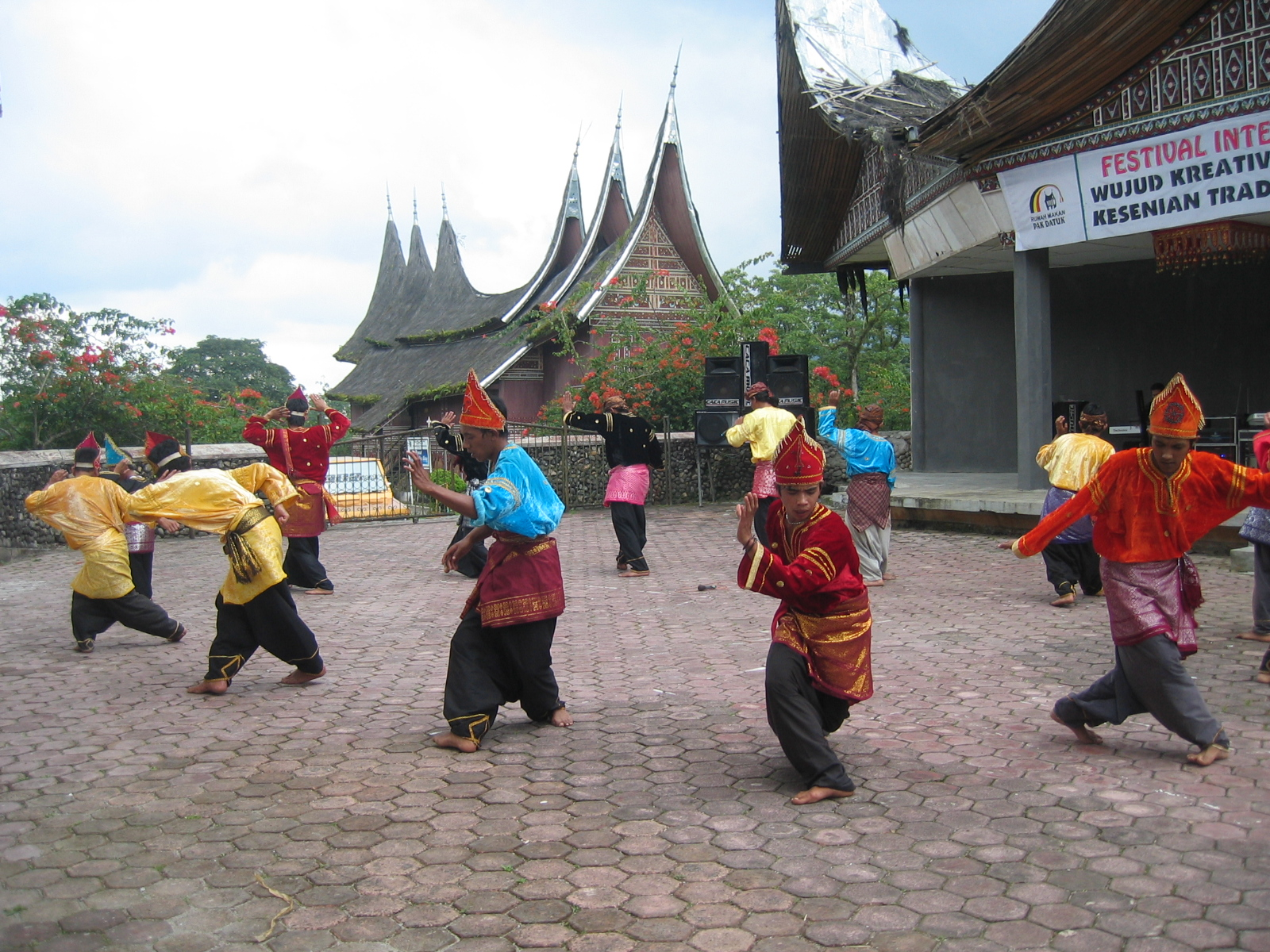
Randai-Aufführung in Padang Panjang

Dendang Pauah gehört wie sijobang und rabab Pariaman (Spießgeige rabab mit Gesang) zu den musikalischen Formen mit erzählendem Inhalt, die kaba (von indonesisch kabar, „Nachrichten“) genannt werden. Ihr Inhalt reicht von mythischen Geschichten bis zu aktuellen Ereignissen. Der dendang Pauah-Stil stammt aus der Region um Padang, der Hauptstadt Westsumatras an der Küste. Begleitet von einem Flötenspieler mit einer bansi trägt der Sänger ausschließlich Pantun-Verse vor. Da die meisten musikalischen Phrasen des Flötensolos (pado-pado) mit dem tiefsten Ton enden, bei dem alle sechs Fingerlöcher geschlossen sind, werden diese pakok anam („sechs geschlossen“) genannt. Die weiteren Abschnitte des Stückes tragen ebenfalls charakteristische Bezeichnungen. Die Aufführungen dauern von Abend bis kurz vor Morgendämmerung. Den Anfang bildet das Flötensolo, dem mehrere Abschnitte mit unterschiedlichen Melodien von Flöte-Gesang-Zusammenspiel und ein abschließendes Gesangssolo folgen.
Für Unterhaltungsfeiern können auch Saluang-Gruppen auf einer Bühne angeheuert werden, die neben dem Flötenspieler und den Sängerinnen noch aus einem Sänger bestehen, der zugleich die dreisaitige Spießgeige rabab spielt, die funktionale Entsprechung der Batak-Zupflaute hasapi.
Randai ist ein traditionelles Volkstheater, das in Westsumatra von etwa 250 aktiven Spielergruppen bei religiösen Zeremonien und Festveranstaltungen aufgeführt wird. Ein Bestandteil des Theaters ist neben Tänzen, szenischem Schauspiel und Musik auch die Kampfkunst des silek, die in Westsumatra unabhängig von der malaiische Kampfkunst silat entstanden ist. Die minimale Orchesterbesetzung für das randai besteht aus einer saluang, einem talempong, der hier aus einer Reihe von fünf Buckelgongs besteht, die mit Stöckchen geschlagen werden, und einem gandang katindik. Das ist eine zweifellige mittelgroße Trommel, die mit der Hand oder mit Stöckchen geschlagen werden kann. Ein größeres Orchester beinhaltet außerdem die Flöten bansi und sampelong, die Oboe sarunai, weitere Trommeln und gelegentlich noch Streichlauten vom Typ rabab.
Ähnlich wie in Westjava in den letzten Jahrzehnten des 20. Jahrhunderts ältere Popmusikstile wie Kroncong, Tanjidor oder Jaipongan durch die Schlager-ähnliche Dangdut-Musik in den Hintergrund geraten sind, hat der eingängige Viervierteltakt des Dangdut bei den Minangkabau unter dem Oberbegriff Pop Minang Musikkategorien entstehen lassen, die saluang dangdut oder saluang disco genannt werden und überall zu hören sind, da sie als Tonkonserven in jedem Musikgeschäft verkauft werden.

## Diskografie
- Night Music of West Sumatra. Saluang, Rabab Pariaman, Dendang Pauah. Music of Indonesia 6. Smithsonian/Folkways, 1994